# Michał Raubo
Michał Raubo (ur. 19 maja 1998) – polski futsalista, zawodnik z pola, obecnie zawodnik Ciampino Aniene AnniNuovi Calcio a 5, występującego w Serie A - najwyższej klasie rozgrywkowej we Włoszech.

## Kariera
Michał Raubo jest wychowankiem klubu S.S. Lazio Calcio a 5. W Serie A zadebiutował w sezonie 2015/2016 w barwach Carlisport Cogianco C5, dla którego w latach 2015-2017 zdobył dwie bramki w dwudziestu jeden meczach, kończąc ze swoim zespołem rozgrywki o mistrzostwo Włoch na ósmym i szóstym miejscu. Wraz ze swoim kolejnym klubem - Latina Calcio A 5 w sezonie 2017/2018 ponownie zajął ósme miejsce w Serie A, a także dotarł do ćwierćfinału Pucharu Włoch, zdobywając dla swojej drużyny pięć bramek. Kolejne dwa lata Michał Raubo spędził w klubie Cioli Ariccia Valmontone, dla którego zdobył 34 bramki w rozgrywkach Serie A2. W sezonie 2020/2021 został zawodnikiem Ciampino Aniene AnniNuovi Calcio a 5, z którym w swoim pierwszym sezonie zakończył rozgrywki w najwyższej klasie rozgrywkowej we Włoszech na dwunastym miejscu, występując w dwudziestu siedmiu meczach ligowych, w których zdobył łącznie czternaście bramek. 